# Aerzen
Aerzen er en by og kommune i det centrale Tyskland, beliggende under Landkreis Hameln-Pyrmont i den sydlige del af delstaten Niedersachsen. Kommunen ligger 10 km sydvest for Hameln, og 7 km nord for Bad Pyrmont.

## Geografi
Aerzen er beliggende i Weserbergland midt i Hummetal. Nord for selve byen ligger Lüningsberg, mod syd Schierholzberg og Pyrmonterberg. Fra vest mod øst løber floden Humme, der er en 19 km lang biflod til Weser, og i byen munder Grießebach, ud i Humme.

### Nabokommuner
Nabobyer og kommuner er byen Hessisch Oldendorf, byen Hameln, kommunen Emmerthal, byen Bad Pyrmont, samt i Nordrhein-Westfalen byen Barntrup og kommunen Extertal.

### Inddeling
Kommunen består ud over hovedbyen Aerzen af landsbyerne og bebyggelserne: Ahorn, Dehmke, Dehmkerbrock, Edenhall, Egge, Gellersen, Grießem, Groß Berkel, Grupenhagen, Herkendorf, Königsförde, Laatzen, Multhöpen, Reher, Reine, Reinerbeck, Rodenbeck, Schevelstein, Selxen og Wördeholz.

## Eksterne kilder og henvisninger
- Wikimedia Commons har flere filer relateret til Aerzen